# Ершов, Николай Михайлович
 Николай Михайлович Ершов (4 июня 1925, Одоевщина, Рязанский округ — 2 октября 2002) — русский советский писатель и сценарист.

## Биография
Родился в 1925 году в селе Одоевщина Рязанской области. Участник обороны Севастополя в дни Великой Отечественной войны. Учился на режиссёрском факультете Всесоюзного государственного института кинематографии (в мастерской Сергея Юткевича). В 1955 году окончил Литературный институт им. М.Горького.

### Творчество
Автор сценария фильма «На зелёной земле моей» (1959), поставленной на Одесской киностудии.
Другие работы:
- Вера, надежда, любовь
- Автор сценария фильма Ищу мою судьбу, Мосфильм, 1974
- В лесном поселке: повесть. — Архангельск : Кн. изд-во, 1957. — 114 с.
- В лесном поселке: повесть и рассказы. — М. : Мол. гвардия, 1958. — 152 с. : ил.
- Вера, Надежда, Любовь: роман. — М. : Мол. гвардия, 1964. — 253 с. : ил.
- Поторопи весну: повесть. — М. : Мол. гвардия, 1971. — 189 с. :
- Батожабай Д. Горные орлы : роман / Д. Батожабай; пер. с бурят. [и послесл.] Н. Ершова. — М. : Современник, 1978. — 272 с. — (Новинки «Современника»).
- Даржаа А. Детище железа: роман / пер. с тувин. Н. Ершова. — М. : Современник, 1975. — 159 с. : ил.
- Ильин В. Красавица Амга : драма в 3-х ч. с прологом В. Ильина и И. Казенина по одноим. роману С. Данилова / пер. романа с якут. Н. Ершова; отв. ред. А. Порватов — М. : [Б. и.], 1978. — 83 с.

Похоронен на Переделкинском кладбище.